# 相澤みちる
相澤 みちる（あいざわ みちる、1989年6月23日 - ）は、日本の元声優。ヴィムスに所属していた。
家族構成は、両親と、妹が一人と、弟が一人。

## 略歴
声優養成所に通っている際に『シムーン』のオーディションを受け合格。フロエ役でデビューした（その当時は女子高生であった）。2008年に引退。

## 出演作品

### テレビアニメ
- シムーン（フロエ）

### OVA
- 星の海のアムリ（鈴云雀）[3]

### ゲーム
- シムーン 異薔薇戦争〜封印のリ・マージョン〜（フロエ）

### ラジオ
- Simoun〜電波 DE リ・マージョン〜 第21回・ゲスト出演